# Tekhnopark (métro de Moscou)
Tekhnopark (en russe : Технопа́рк et en anglais : Tekhnopark) est une station de la ligne Zamoskvoretskaïa (ligne 2 verte) du métro de Moscou, située sur le territoire du raïon Danilovski, dans le district administratif sud de Moscou. Elle dessert notamment le centre d'affaire Nagatino I-Land (ru).
Ouverte en 2015, c'est alors la 198e station du réseau.

## Situation sur le réseau
Établie en surface, la station Tekhnopark est située au point 080+31 de la ligne Zamoskvoretskaïa (ligne 2 verte) entre les stations Avtozavodskaïa (en direction de Khovrino) et Kolomenskaïa (en direction d'Alma-Atinskaïa).
Juste après la station, la ligne franchit la Moskova sur un pont.

## Histoire
La station Tekhnopark est mise en service le 28 décembre 2015. C'est une nouvelle station ajoutée sur la ligne déjà en service pour desservir le centre d'affaires Nagatino I-Land (ru) et des centres commerciaux situés sur l'avenue Andropov. Lors de l'inauguration, de la 198e station du réseau, faite le même jour, il est indiqué que la station et son environnement ne sont pas terminés, il doit notamment y être installé un ascenseur pour les personnes à mobilité réduite.

La station
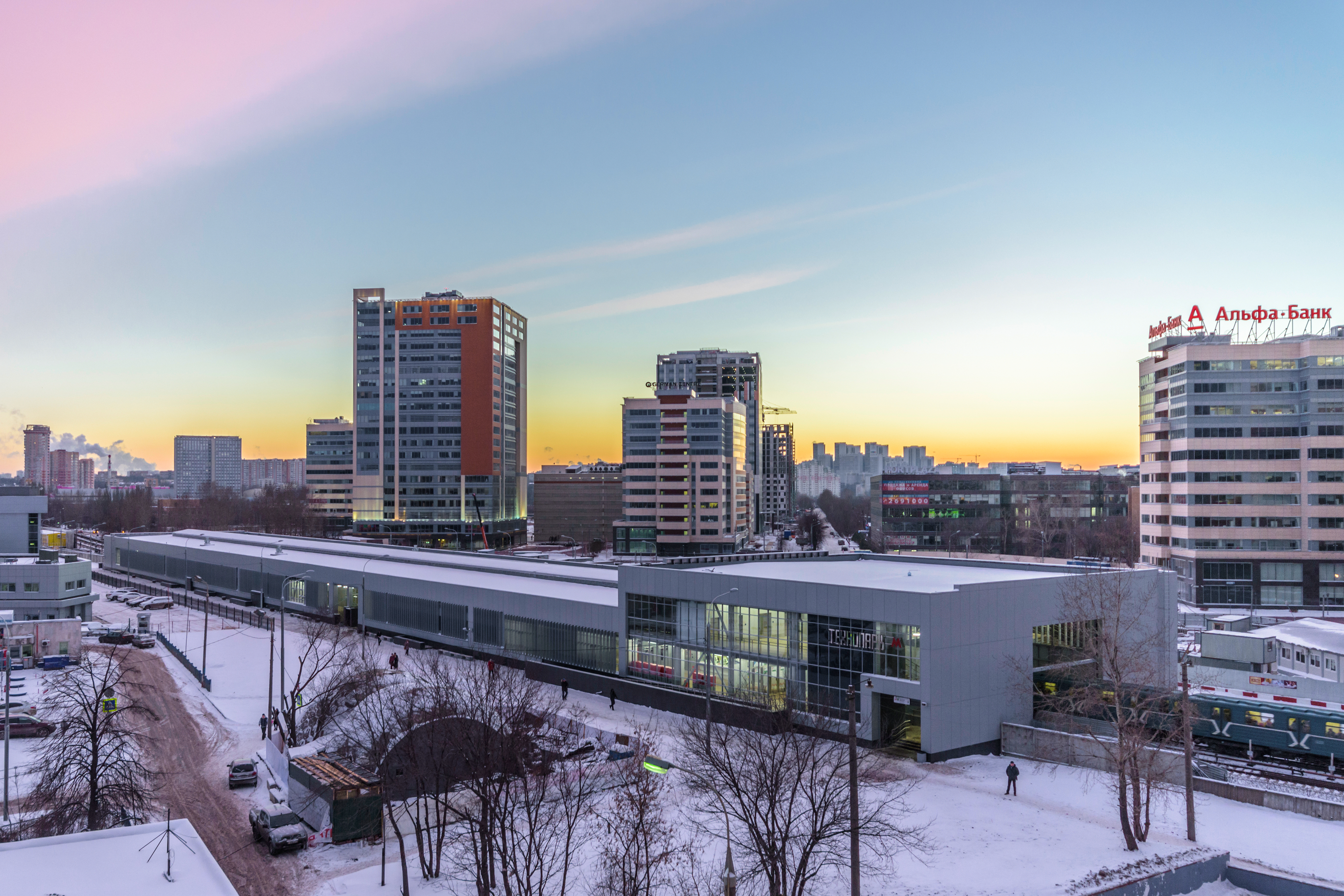
Le bâtiment couvre les quais.
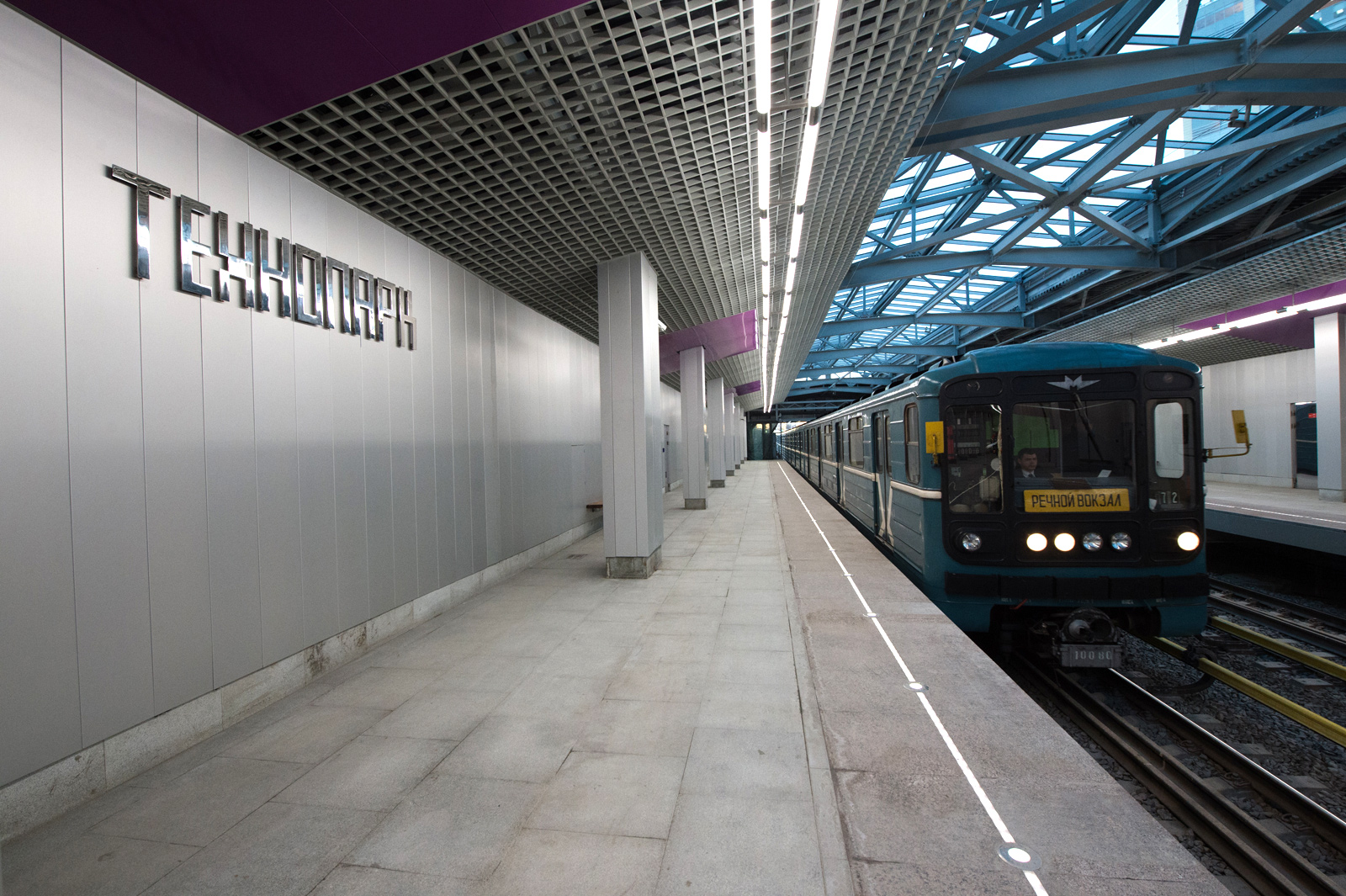
Un quai.
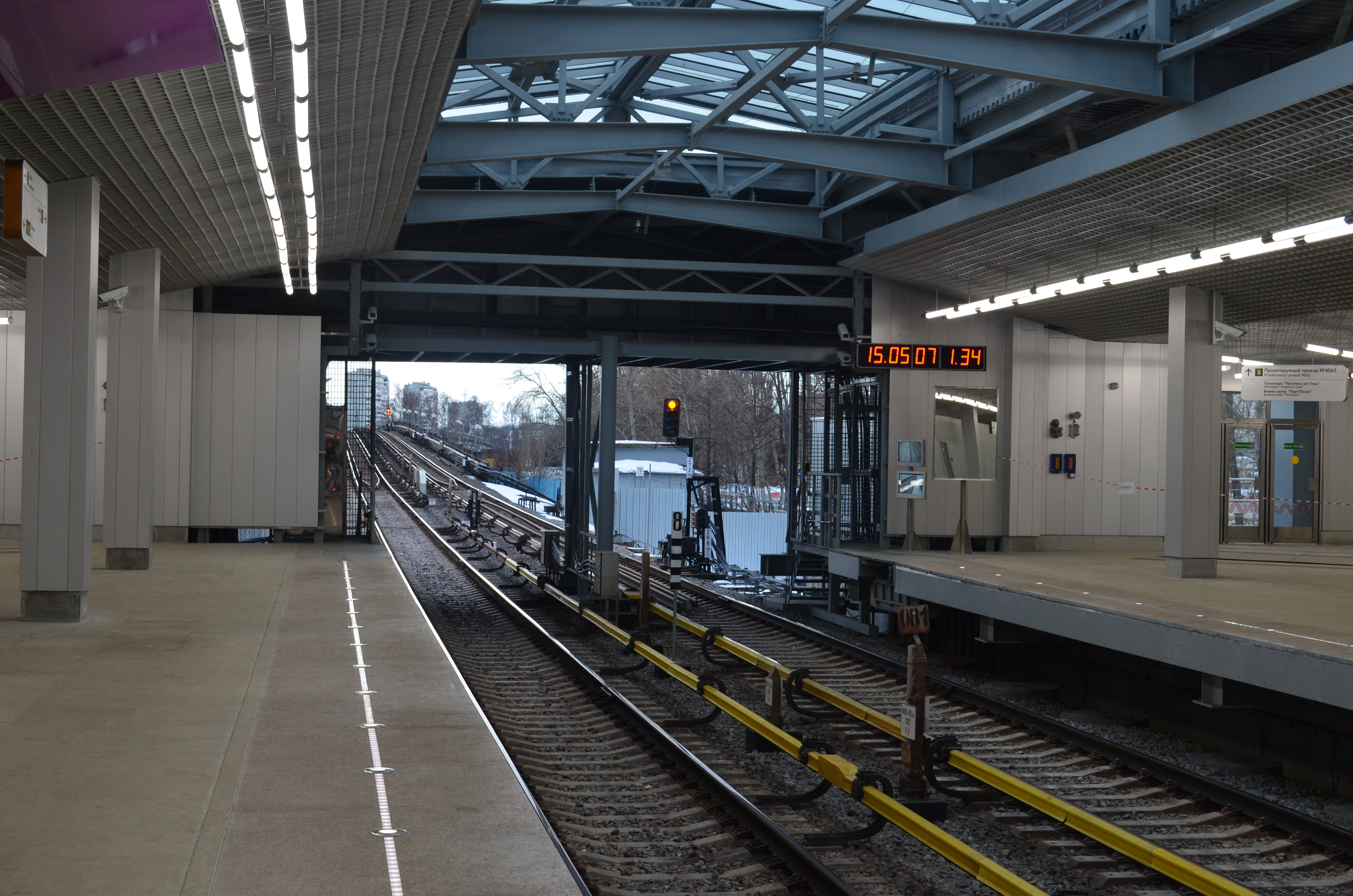
Vers pont sur la Moskova.

## Services aux voyageurs

### Desserte

Installations et desserte
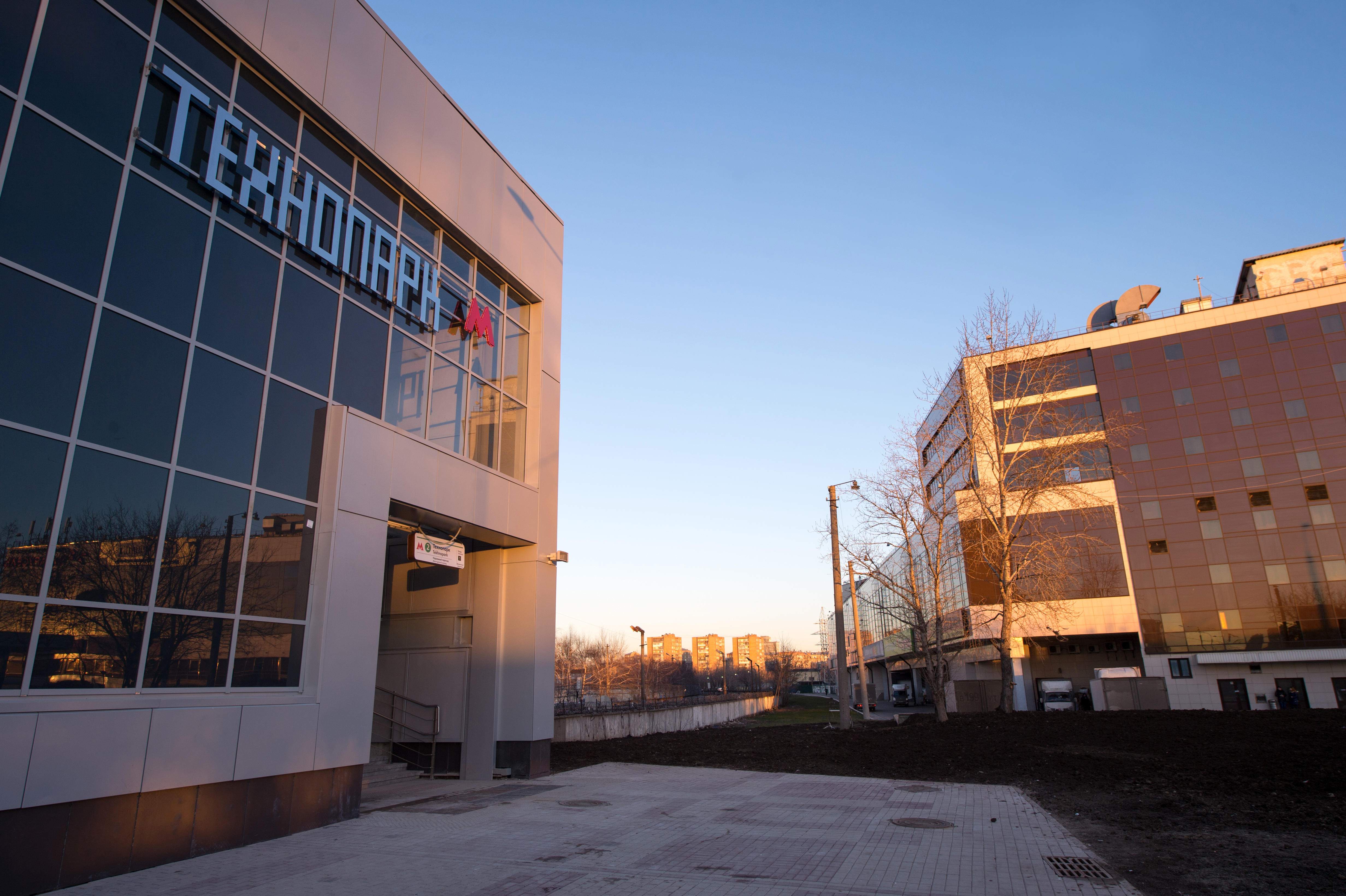
Entrée.
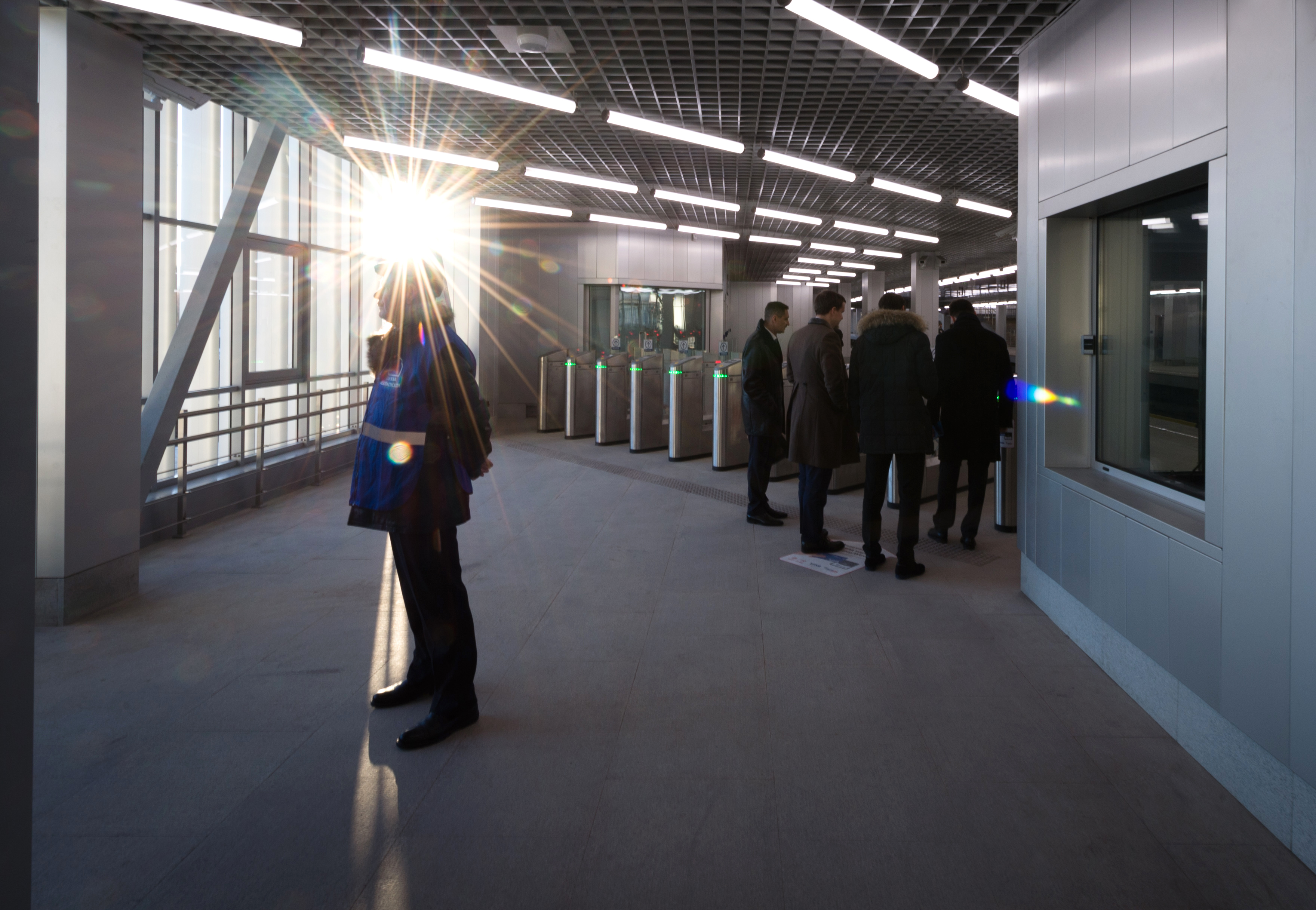
Tourniquets.
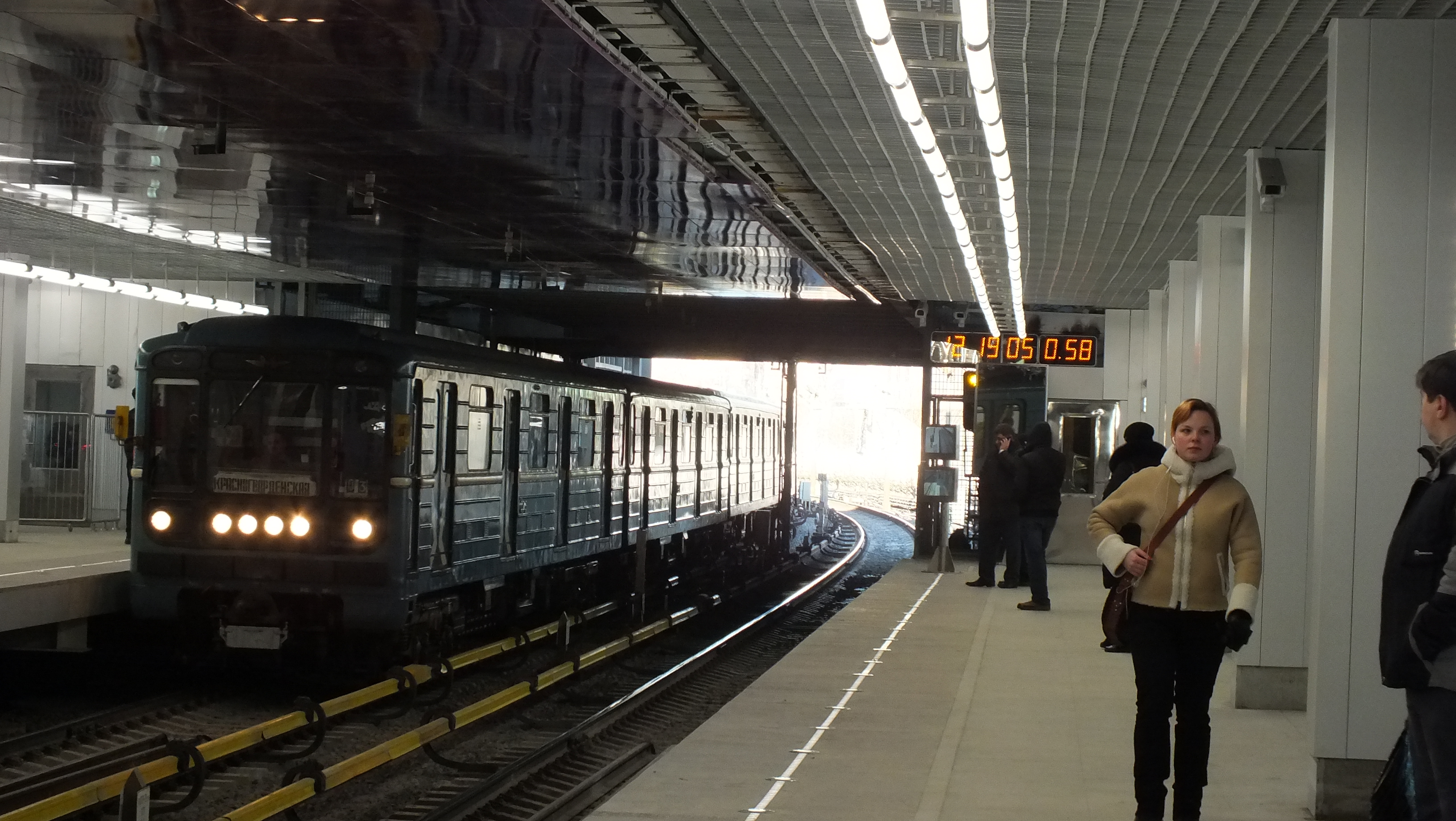
Desserte.